# Vague de froid de janvier 2017 en Europe
La vague de froid de janvier 2017 en Europe, parfois accompagnée d'importantes chutes de neige, a touché l'Europe à partir du 7 janvier 2017. Avec des températures atteignant les −40 °C, elle a causé plus de 60 morts. Dans certaines zones géographiques, les trafics maritime et aérien ont dû être interrompus. Des masses d'air polaire en provenance de Scandinavie sont à l'origine de cet épisode glacial.

## Zones concernées

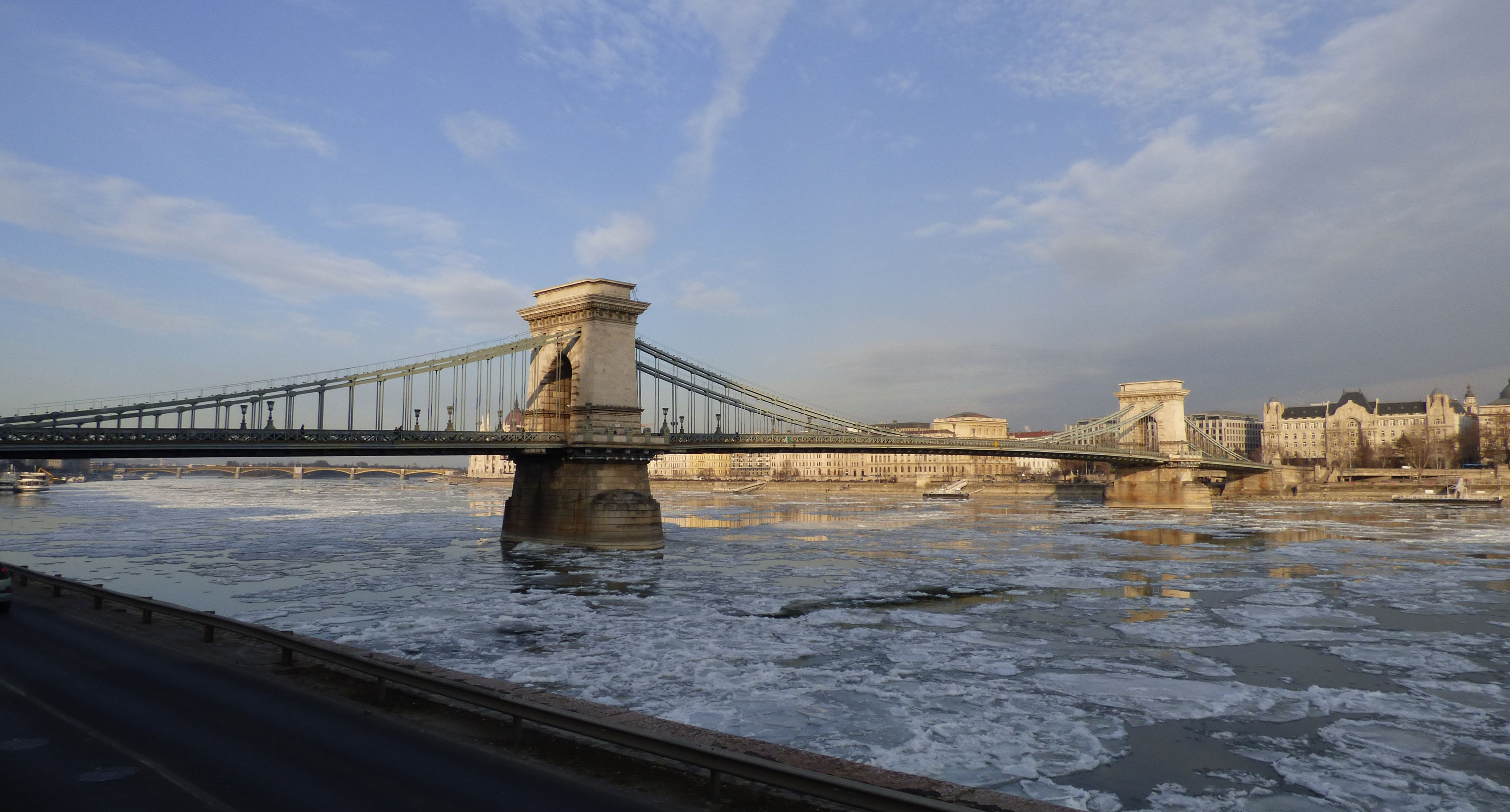
Le Danube gelé à Budapest (pont Széchenyi lánchíd), le 9 janvier 2017.

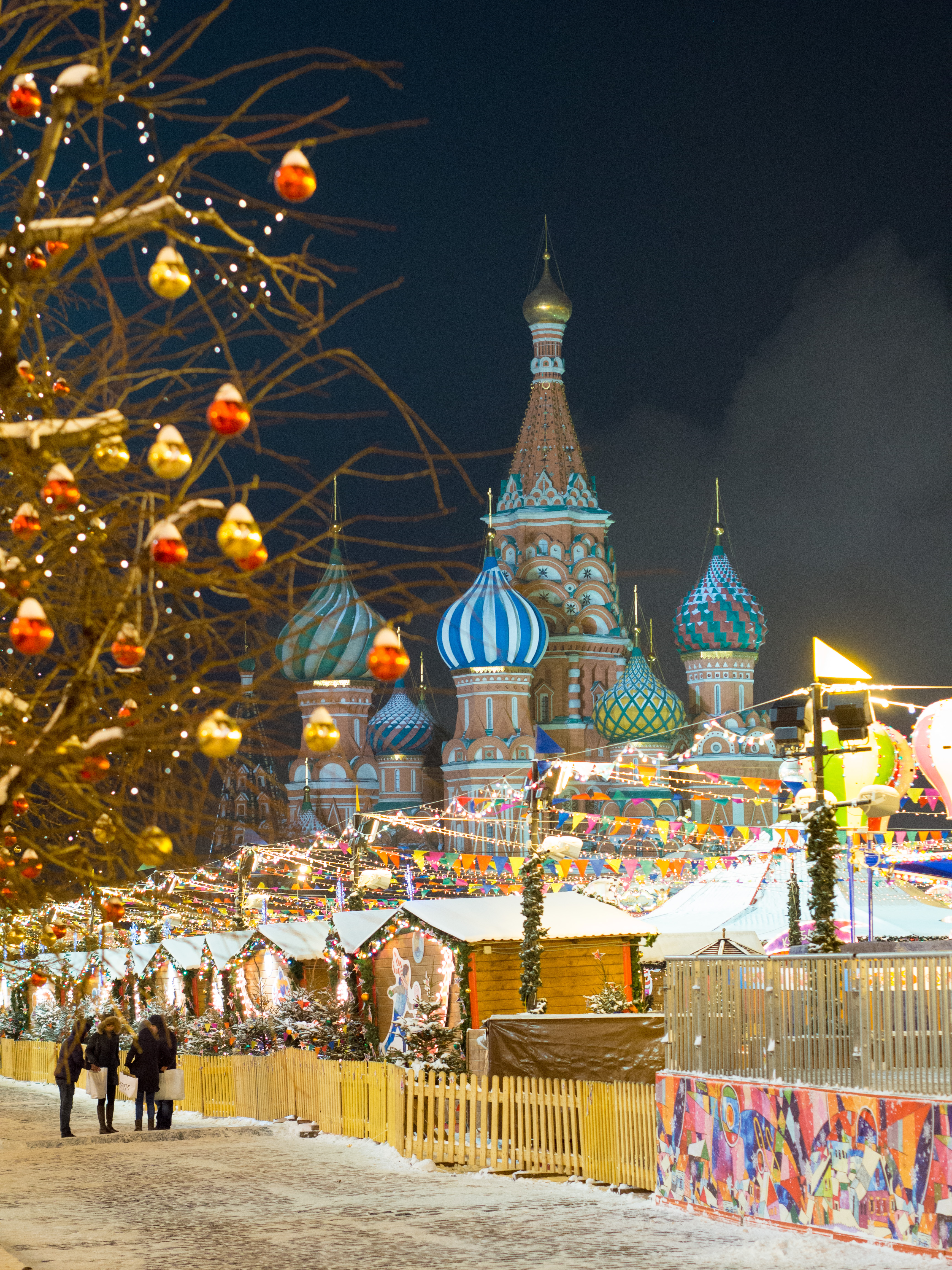
Kitaï-gorod (Moscou, Russie), le 8 janvier 2017 (−27 °C).

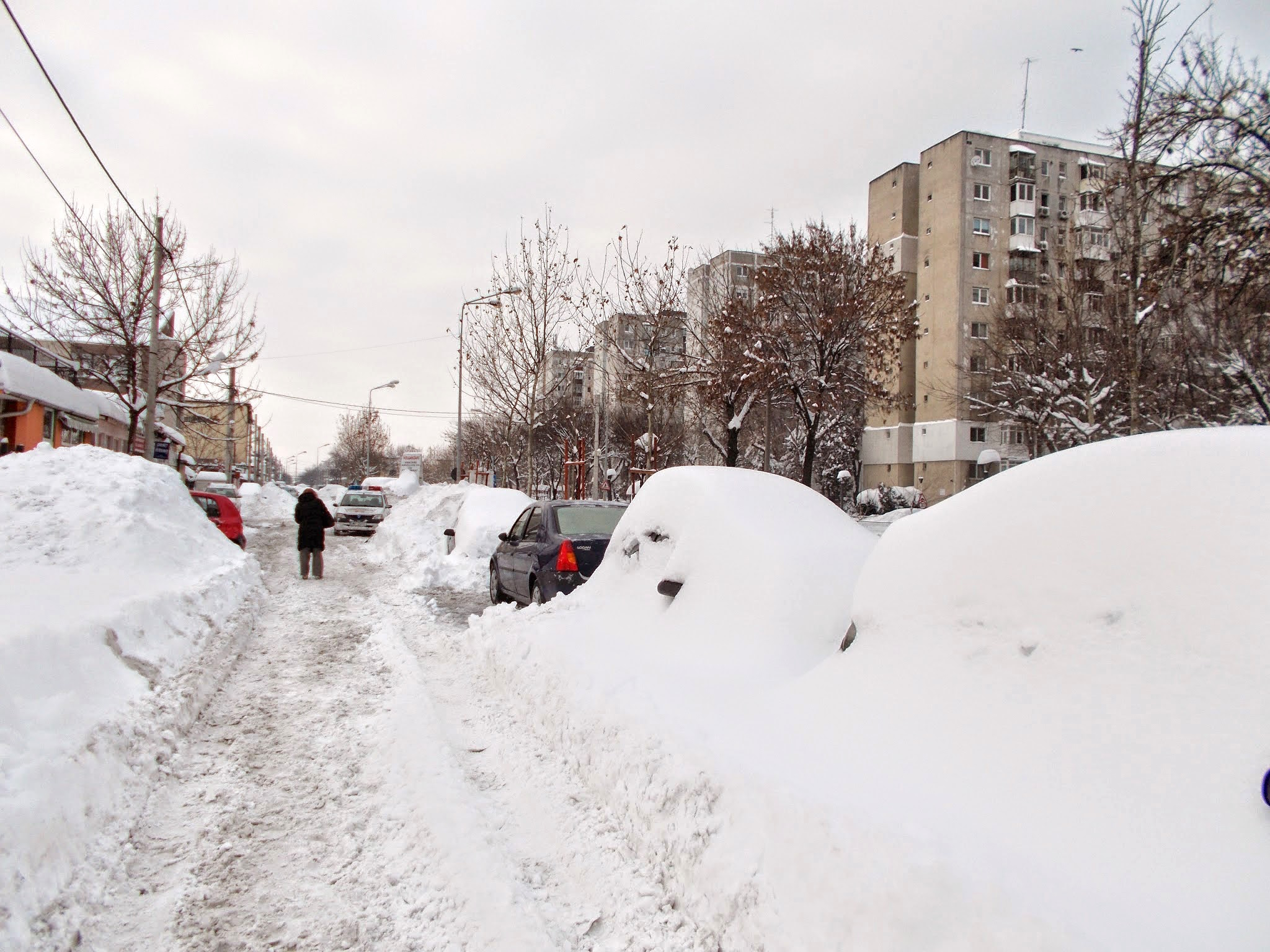
Bucarest (Roumanie), le 11 janvier 2017.

Selon différents rapports, dès la première semaine de l'année 2017, 46 personnes sont mortes de froid en Pologne, où les températures sont descendues jusqu'à −20 °C. La gratuité des transports en commun a été mise en place à Varsovie ainsi qu'à Cracovie, à cause du smog favorisé par les basses températures. 
Sept morts par hypothermie ont été rapportées en Italie, dont cinq étaient des sans-abri. Plusieurs régions du pays ont été touchées par des chutes de neige exceptionnelles, des vents violents et des températures glaciales. De la glace s'est formée sur la mer Adriatique. Plusieurs aéroports ont été contraints de fermer, notamment en Sicile, à Bari ou encore à Brindisi. Les écoles du sud du pays ont également fermé.
Six morts ont été rapportées en République tchèque, la plupart des victimes étant sans-abri. Les corps inanimés de trois migrants ont été retrouvés à la frontière turco-bulgare. Médecins sans frontières a sonné l'alerte à propos des risques accrus concernant les migrants, notamment les 2 000 habitants à Belgrade. Le trafic sur le Bosphore a été interrompu en raison des tempêtes de neige qui ont également causé la suspension de 650 vols à Istanbul (Turquie). Les blizzards en Bulgarie ont aussi touché plusieurs régions de Roumanie et d'Ukraine, occasionnant l'interruption du trafic sur le Danube.
Les températures ont atteint −15 °C en Grèce. Un migrant est mort d'hypothermie, et plusieurs migrants résidant sur des îles de la mer Égée ont dû être transférés dans des tentes chauffées. Les autorités ont ouvert trois stations du métro d'Athènes, pour offrir un refuge temporaire aux sans-abri. La circulation routière et les transports en commun ont également été perturbés par la vague de froid. Le 10 janvier, les autorités ont annoncé que seuls 130 autobus de l'Organisme des transports urbains de Thessalonique étaient en état de marche, sur un total de 480−500 appareils.
Enfin, plusieurs morts ont été signalées en Russie et en Ukraine. En Russie, les températures sont descendues jusqu'à −40 °C dans certaines régions. Le 7 janvier a été annoncé comme étant le Noël orthodoxe le plus froid en plus de 120 ans.

## Records de température
À Moscou, le 7 janvier 2017 est le Noël orthodoxe le plus froid jamais enregistré à −29,9 °C. La température la plus froide en Europe occidentale est enregistrée dans la commune suisse de La Brévine, à −29,9 °C, le 6 janvier. Le 8 janvier, un record de température est enregistré en Hongrie, dans la commune de Tésa, à −28,1 °C. En Russie, le même jour, un record pour cette journée est atteint avec une température de −35,7 °C dans l'oblast de Tver, qui bat le record précédent datant de 1987.